# ブライアン・ウィルソン
ブライアン・ダグラス・ウィルソン（Brian Douglas Wilson、1942年6月20日 - 2025年6月11日）は、アメリカのミュージシャンでザ・ビーチ・ボーイズのリーダーにしてボーカル、ベース担当である。メンバーのデニス、カールは実の兄弟であり、それぞれ次弟、末弟にあたる。マイク・ラヴは従兄、アル・ジャーディンは高校・大学の同窓生である。また、芸能マネージャーのメリンダ・レッドベッターは妻、実娘のカーニー、ウェンディは、ウィルソン・フィリップスとして活動している。

## 概要
卓越した作曲と編曲能力を併せ持つウィルソンは、1961年のビーチ・ボーイズのデビュー以来、数々の楽曲を次々と作曲し、当時は珍しかったセルフプロデュースの手法により世に送り出すことで、同バンドを名実ともに全米一のロックンロールバンドの地位まで引き上げた。
「ドント・ウォーリー・ベイビー」「サーファー・ガール」「ファン・ファン・ファン」「アイ・ゲット・アラウンド」など、ロックンロールのリズムにコーラスワークを多用した彼のオリジナリティ溢れる楽曲群は、現代に至るまで多くの人々に親しまれ続けている。
フィル・スペクターの影響を受けた作品もヒットしている。
ベーシストとしては、フェンダー・プレシジョンベースを45度に構えて親指でピッキングする独特のスタイルと、そのスタイルに由来する丸く温かみのあるサウンドが特徴であった。
ボーカリストとしては、フォー・フレッシュメンの影響もあり、かつてはファルセットを駆使した美しい歌声だったが、ドラッグや喫煙、アルコールの過剰摂取により1970年代中期を境に声質が大きく変化しており、特にソロデビュー以降とではかなり印象が異なる。
「ローリング・ストーンの選ぶ歴史上最も偉大な100人のシンガー」において第52位。

## 来歴
1942年にカリフォルニア州イングルウッドに生まれ、2歳の時にホーソーンへと移住する。1961年にデニス、カールと知り合ったマイク、アルと共にビーチ・ボーイズを結成し、作曲の殆どを担当する。
ステージ活動と創作活動との両立のプレッシャーから、1964年末よりビーチ・ボーイズのライヴ活動から離脱し、多少のテレビ出演以外は作曲、レコーディング活動に専念するようになる。以後、それまでも起用していたスタジオ・ミュージシャンの比率をより高め、プロデューサー兼アレンジャーとして、ロックンロールの枠に囚われない音楽性を追求する。特に、それまで自分自身がレコーディングでも弾いていたベースにおいては、スタジオ・ミュージシャンを起用することで、自身のテクニック以上の演奏が可能になったため、ルート音（根音）をあえて意識的に外したメロディアスなベース・ラインなど、それまでの常識を打ち破る演奏を残し、ポール・マッカートニーなどにも影響を与えている。
1966年には、傑作『ペット・サウンズ』を制作し、同年シングル盤「グッド・ヴァイブレーション」の大ヒットで、その天才的な音楽的才能を世に知らしめた。この頃、次なる作品『スマイル』をレコーディングするが、ブライアンの精神状態の悪化によりアルバムは発売中止となってしまう。その後、ビーチボーイズにおける楽曲制作、レコーディングへの関与は限定的となっていき、健康状態は悪化の一途を辿っていく。70年代半ばから80年代にかけて、精神科医ユージン・ランディのもと治療を行い、1988年には初のソロ・アルバム『ブライアン・ウィルソン』を発表。その後は、たまにビーチ・ボーイズに参加しつつソロ活動を続けるものの、弟カール死後の1999年以降、分裂状態のビーチ・ボーイズと袂を頒ち、彼自身の名を冠したバンドを率いて精力的にライブを行う。
2000年～2002年には『ペット・サウンズ』全曲演奏を含むワールド・ツアーを行い、2002年にはイギリスのエリザベス女王在位50周年の記念イヴェントであるコンサートにアメリカを代表するゲストとして参加するなど、彼のソロ・ライヴ活動は次第にステップアップしていった。そのソロ活動の極みとして、2004年にはヴァン・ダイク・パークスやバンドメンバーのダリアン・サハナジャ（ワンダーミンツ）の協力の下、37年の年月を経てついに『スマイル』を完成させてステージで披露、後にスタジオ録音盤CDとLPを発表し、ファンを狂喜させた。2008年9月には、ビーチ・ボーイズ時代に在籍したキャピトル・レコードと契約し、故郷カリフォルニアや自身の音楽活動経歴をテーマとしたトータル・コンセプト・アルバム『ラッキー・オールド・サン』を発表。
2009年10月8日、ウォルト・ディズニー・レコードに移籍し、ジョージ・ガーシュウィンとディズニー音楽のトリビュート・アルバムを発表する予定であることを公表。2010年8月に発表されたガーシュウィンのトリビュート・アルバム『Reimagines Gershwin』は、米ビルボード誌のジャズ・アルバム・チャートで1位を獲得した。翌年10月にディズニー音楽をカヴァーしたアルバム『In The Key Of Disney』を発表。
2012年にはビーチ・ボーイズのデビュー50周年再集結プロジェクトに加わり、アルバム『ゴッド・メイド・ザ・ラジオ〜神の創りしラジオ〜』のレコーディングと4月から9月までのワールド・ツアーに参加した。サポート・メンバーはマイクが率いる現ビーチ・ボーイズのツアー・バンドとブライアンのバンドより選ばれた。
2015年4月、ジョー・トーマスを共同プロデューサーに起用したソロ・アルバム『ノー・ピア・プレッシャー』を発表。オリジナルの新曲によるアルバムとしては7年振りで、ビーチ・ボーイズの歴代メンバーのうちアル・ジャーディン、デヴィッド・マークス、ブロンディ・チャップリンがゲスト参加した。
2022年、シカゴとのジョイントツアー最中に健康上の理由で残りの日程をキャンセルすることを発表。7月26日に行われたミシガン州クラークストンでの公演が結果的に生涯最後のコンサートとなった。
2024年1月、妻メリンダ・ウィルソンが死去。2月に「認知症により日常生活上の処理が自力でできない状態にある」として、米ロサンゼルスの地方裁判所の判断を受け成年後見制度の対象となったことが5月12日に報道された。一方で報道後に公開されたビーチ・ボーイズのオフィシャル・ドキュメンタリー『ビーチ・ボーイズ：ポップ・ミュージック・レボリューション（原題：The Beach Boys）には残りの4人のメンバーと共に出演し、マイクをはじめ当時の現存メンバーと再会する様子が映し出されていた。
2025年6月11日に死去。82歳没。

## ディスコグラフィ

### アルバム

#### スタジオ・アルバム
- 『ブライアン・ウィルソン』 - Brian Wilson (July 1988) US #54
- 『スウィート・インサニティ』 - Sweet Insanity (1991) (unreleased)
- 『駄目な僕-I Just Wasn't Made For These Times』 - I Just Wasn't Made for These Times (August 1995) UK #59
- 『オレンジ・クレイト・アート』 - Orange Crate Art (October 1995) (Brian Wilson and Van Dyke Parks)
- 『イマジネーション』 - Imagination (June 1998) US #88; UK #30
- 『ゲティン・イン・オーヴァー・マイ・ヘッド』 - Gettin' In over My Head (June 2004) US #100; UK #53
- 『スマイル』 - Smile (September 2004) US #13; UK #7
- 『ホワット・アイ・リアリー・ウォント・フォー・クリスマス』 - What I Really Want for Christmas (October 2005) US #200
- 『ラッキー・オールド・サン』 - That Lucky Old Sun (September 2008) US #21; UK #37
- 『ブライアン・ウィルソン・リイマジンズ・ガーシュウィン』 - Reimagines Gershwin （August 2010）US #26 (Jazz #1)
- 『イン・ザ・キー・オブ・ディズニー』 - In the Key of Disney （October 2011）
- 『ノー・ピア・プレッシャー』 - No Pier Pressure （April 2015）
- 『アット・マイ・ピアノ』 - At My Piano （November 2021）

#### ライヴ・アルバム
- 『ライヴ・アット・ザ・ロキシー・シアター』 - Live at the Roxy Theatre (June 2000)
- 『ペット・サウンズ・ライヴ2002』 - Pet Sounds Live (June 2002)

### シングル
- Caroline, No / Summer Means New Love - Capitol Records 1966
- Let's Go to Heaven in My Car / Too Much Sugar - Sire Records, 1987
- Love and Mercy / He Couldn't Get His Poor Old Body to Move - Sire Records, 1988
- Melt Away / Being with the One You Love - Sire Records, 1988
- Night Time (edit) / One For The Boys - Sire Records, 1988
- Do It Again / 'Til I Die / This Song Wants to Sleep with You Tonight - MCA Records (EC), 1995
- Your Imagination / Your Imagination (A Cappella) / Happy Days - Giant Records, 1998
- Wonderful / Wind Chimes - Nonesuch, 2004
- What I Really Want for Christmas / We Wish You a Merry Christmas / Brian's Christmas Message - Arista (EC), 2005
- Walking Down the Path of Life / Love & Mercy - BriMel Records, 2005
- God Only Knows (In Aid of BBC Children in Need) / God Only Knows (Instrumental) - BBC Music (EC), 2014
- The Right Time / Sail Away - Capitol, 2015

## 著作
- Brian Wilson (October 2016) I Am Brian Wilson: The genius behind the Beach Boys. Coronet Books.
  - ブライアン・ウィルソン、ベン・グリーンマン『ブライアン・ウィルソン自伝　I Am Brian Wilson』松永良平訳、DU BOOKS、2019年

## 日本公演
ビーチ・ボーイズの一員としては1979年8月に初来日し、4・5日の江ノ島JAPAN JAMに出演しているが、ステージ上には姿を見せたものの、「スループ・ジョン・B」のリード・ヴォーカルの一部を担当したのみで、演奏にはほとんど参加していない、本人もこの来日公演の記憶が無いほどである。
以下はビーチ・ボーイズ分裂後、ソロ来日公演の日程である。
- 1999年　　Imagination Tour

7月9日 大阪フェスティバルホール、12日,13日,14日 東京国際フォーラムホールA
- 2002年　　Pet Sounds Tour 2002

2月21日,22日 東京国際フォーラムホールA、25日 愛知県芸術劇場大ホール、26日 福岡サンパレス、27日 NHK大阪ホール
- 2005年　　SMiLE Tour

1月30日 中野サンプラザ、31日 東京国際フォーラムホールA、2月2日 愛知厚生年金会館、3日 大阪厚生年金会館
- 2016年　　Pet Sounds Tour 2016

4月12日,13日 東京国際フォーラムホールA、4月15日 オリックス劇場

## 伝記映画
ブライアン・ウィルソンの伝記映画である『ラブ&マーシー 終わらないメロディー』が、ビル・ポーラッド監督、ジョン・キューザックとポール・ダノ主演にて2015年に制作された。日本では2015年8月1日公開。